# 沈光郁
沈光郁（？—？），中國清朝官員，本籍中國浙江，是附生出身。沈光郁於1749年（乾隆17年）奉旨於台灣擔任台灣諸羅縣笨港縣丞。管轄約諸羅縣一帶區域。